# ماتیاس ماسوچی
ماتیاس ماسوچی (ایتالیایی: Matias Masucci) نویسنده و کارگردان فیلم اهل ایتالیا است. وی از سال ۲۰۰۲ میلادی تاکنون مشغول فعالیت بوده‌است.
از فیلم‌ها یا مجموعه‌های تلویزیونی که وی در آن‌ها نقش داشته‌است، می‌توان به سی‌اس‌آی: نیویورک و جسور و زیبا اشاره نمود.